# 女侠卖人头
《女侠卖人头》（英語：Heads for Sale）是1970年上映的一部香港電影，由郑昌和执导，焦姣等人出演，该作主要讲述的是一位女侠与心爱的人以及和一个盗贼团发生的故事。

## 劇情簡介
一位女侠因为救人，结果惹恼了一个盗贼团并被盗贼团围攻，而后幸得駱宏勛相救，才导致其无大碍。
之后盗贼团的其他人得知了这些事情，于是便用一些方式去陷害駱宏勛，收买官员。
而后，女侠得知了这些事情，于是决定用假装卖人头等方式去救帮助过自己的駱宏勛……

## 演员
- 焦姣
- 王侠
- 陈亮
- 井淼
- 马海伦
- 董力
- 高鸣
- 樊梅生
- 洪流
- 陈燕燕
- 黎灼灼
- 潘爱伦
- 叶宝琴
- 郑雷
- 李寿祺
- 刘群
- 沈劳
- 郝履仁
- 曾楚霖
- 陈星

## 備註
1. ↑  . themoviedb.   [2023-03-18]. （原始内容存档于2023-03-18） （英语）.

## 相關連結
- 互联网电影数据库（IMDb）上《女侠卖人头》的资料（英文）
- 豆瓣电影上《女侠卖人头》的資料 （简体中文）
- 香港影庫上《女侠卖人头》的資料（繁體中文）